# Подсосонье (Минская область)
Подсосо́нье (бел. Падсасонне) — деревня в составе Фанипольского сельсовета Дзержинского района Минской области Беларуси. Деревня расположена в 19 километрах от Дзержинска, 19 километрах от Минска и 4-х километрах от железнодорожной станции Фаниполь.